# Urs Sury (Schultheiss, um 1510)
Urs Sury der Ältere (* um 1510 in Solothurn; † 1569 ebenda; heimatberechtigt ebenda) war ein Solothurner Schultheiss und Landvogt.

## Leben und Wirken
Urs Sury wurde um 1510 in Solothurn geboren. Sein Vater war der Schultheiss Ulrich Sury. Er heiratete 1581 Barbara, Tochter des Urs Hugi. Seine zweite Ehefrau wurde Johanna, Tochter des Peter Wallier.
Sury wurde 1579 Solothurner Grossrat und 1543 sowie von 1546 bis 1549 Jungrat. Er diente 1536 als Fähnrich einer Kompanie in Frankreich. Von 1533 bis 1539 war er Vogt zu Falkenstein und von 1544 bis 1546 eidgenössischer Landvogt in Locarno. Unter «Umgehung aller höherrangigen Anwärter» erhielt Sury 1549 das Amt des Schultheissen, das er bis zu seinem Tod ausübte. Wie sein Schwiegervater hielt er in den Solothurner Reformationswirren am alten Glauben fest.

## Belege
1. 1 2  Erich Meyer: Urs Sury (der Ältere). In: Historisches Lexikon der Schweiz.  25. Juli 2012.
2. ↑  Othmar Noser: Urs Hugi. In: Historisches Lexikon der Schweiz.  16. Januar 2008.

| Personendaten    | Personendaten                        |
| ---------------- | ------------------------------------ |
| NAME             | Sury, Urs                            |
| ALTERNATIVNAMEN  | Sury, Urs der Ältere                 |
| KURZBESCHREIBUNG | Solothurner Schultheiss und Landvogt |
| GEBURTSDATUM     | 1510                                 |
| GEBURTSORT       | Solothurn, Schweiz                   |
| STERBEDATUM      | 1569                                 |
| STERBEORT        | Solothurn, Schweiz                   |